# Svensk myskanka

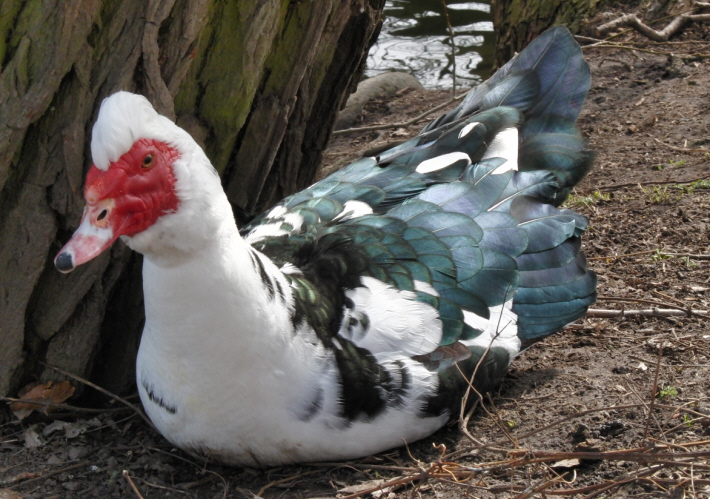
Hane av svensk myskanka

Svensk myskanka är en tamvariant av myskand och en egen svensk lantras. Den är en av 15 bevarade svenska lantraserna (16 om man tar med lanthönsen). Den nämns för första gången i litteraturen 1749 av Carl von Linné i hans alster Linnés skånska resa. Den bevaras i sin ursprungliga form i genbank av Svenska Lanthönsklubben på uppdrag av Jordbruksverket. 
Myskankor kan äta mördarsniglar, men inte så många åt gången på grund av slemmet.  

## Särprägel
Den svenska varianten av myskanka är härdigare mot kyla än ursprungsformen. Fjäderdräkten är oftast brokig i vitt och svart men individer med mera svart än vit förekommer samt vice versa.
Sitt namn har myskankan fått för att ett starkt luktande sekret utsöndras från gumpkörteln på andriken (hanen). Däremot kommer ingen lukt från honan.
Vikten för en hona är 2,5-3 kilogram och för en hane 4-4,5 kilogram.